# Antoni (Zybielin)
Antoni, imię świeckie: Aleksiej Gierasimowicz Zybielin (ur. ok. 1730 w Moskwie, zm. 16 września?/27 września 1797) – rosyjski biskup prawosławny.

## Życiorys
Był synem duchownego prawosławnego. Prawdopodobnie ukończył Akademię Słowiańsko-Grecko-Łacińską, a po jej ukończeniu został wyświęcony na diakona, zapewne zajmując miejsce ojca (w osiemnastowiecznej Moskwie miejsca duchownych – kapłanów i diakonów – były dziedziczone). W 1760 Aleksiej Zybielin, po śmierci żony, złożył wieczyste śluby mnisze i został wykładowcą w Akademii Słowiańsko-Grecko-Łacińskiej. W kolejnych latach wykładał w coraz wyższych klasach, uzyskując w 1763 stanowisko wykładowcy klasy filozofii i prefekta. W końcu marca 1768 został wykładowcą klasy teologicznej i rektorem Akademii, zaś w kwietniu mianowano go przełożonym Monasteru Zaikonospasskiego, w którym swoją siedzibę miała uczelnia.
Wyświęcony na biskupa został 10 października 1770; ceremonii chirotonii przewodniczył metropolita moskiewski Ambroży, zaś jego pierwszą katedrą była eparchia archangielska i chołmogorska, w której działał przez dwa i pół roku. W Chołmogorach zajmował się przede wszystkim urządzeniem seminarium duchownego. W 1773 przeniesiono go na katedrę niżnonowogrodzką. Jako ordynariusz tejże eparchii utworzył niższe szkoły duchowne w Ałatyrze, Kurmyszu, Sarańsku i Łyskowie i wspierał rozwój miejscowego seminarium. Regularnie wygłaszał kazania. W 1782 został arcybiskupem kazańskim w miejsce odchodzącego w stan spoczynku metropolity Beniamina.
Arcybiskup Antoni nie dokonał niczego znaczącego w czasie trzyletniego sprawowania urzędu. Prawdopodobnie niezadowolony z nominacji mimo stosunkowo młodego wieku już w 1785 na własne życzenie odszedł w stan spoczynku. Został wówczas wyznaczony na przełożonego monasteru św. Makarego Żółtowodzkiego z miesięcznym uposażeniem w wysokości tysiąca rubli. W klasztorze przeżył dwanaście lat. Zmarł w 1797 i został pochowany w cerkwi Trójcy Świętej w kompleksie klasztornym.

## Rodzina
Jego młodszy brat Siemion Zybielin ukończył, jako jeden z pierwszych, Uniwersytet Moskiewski i został wykładowcą medycyny. Drugi brat, Iwan, pod nazwiskiem Gierasimow został urzędnikiem państwowym i osiągnął rangę radcy nadwornego.